# Amparihy
Amparihy è una città e comune del Madagascar situata nel distretto di Boriziny, regione di Sofia. 
La popolazione del comune rilevata nel censimento 2001 era pari a 10 072 unità.